# Torbjörn Björlund
John Torbjörn Björlund, född 7 oktober 1957 i Vårdinge församling, Stockholms län, är en svensk politiker (vänsterpartist). Han var ordinarie riksdagsledamot 2006–2014 (därefter även tjänstgörande ersättare 2015 och 2015–2016), invald för Östergötlands läns valkrets.
Björlunds var från valet 2010 till 2014 ledamot i försvarsutskottet, ett utskott där han var suppleant under mandatperioden 2006 – 2010. Från 2006 till 2014 var han även suppleant i arbetsmarknadsutskottet och kulturutskottet, från 2012 till 2014 suppleant i finansutskottet samt extra suppleant i justitieutskottet 2015.

## Antisemitism
Björlund talade under 2019 vid en demonstration för Ship to Gaza, där det fanns plakat med grova antisemitiska bilder på Israels premiärminister ätandes barn med en Davidsstjärna i pannan. I efterhand tog Björlund avstånd från bilderna och kallade dem för "grovt rasistiska". Drygt två veckor senare uppmärksammades Björlund igen då han delat antisemitiska konspirationsteorier från den brittiska antisemiten Nick Griffin. Griffin påstår att "judarna" har köpt högerpartiers tystnad.